# Elisabetta Serafin
Elisabetta Serafin (Roma, 13 giugno 1958) è una dirigente pubblica italiana.
Dal 2011 al 2024 segretaria generale del Senato della Repubblica, prima donna a rivestire questo ruolo in un organo costituzionale italiano.

## Biografia
A 24 anni si è laureata con lode in Scienze politiche presso l'università La Sapienza di Roma con una tesi in Diritto parlamentare comparato sulle immunità parlamentari nella Repubblica Federale di Germania. Prima classificata nel 1984 al concorso per la carriera direttiva a indirizzo giuridico indetto dalla Banca d'Italia, è risultata prima in graduatoria anche al concorso per Consigliere parlamentare indetto dal Senato nel 1985. Inizialmente assegnata al servizio delle Commissioni e poi, nel 1986, al servizio di Segreteria e dell'Assemblea, nel 1992 le è stata affidata la reggenza dell'ufficio incaricato di seguire la conferenza dei capigruppo. Nel 2003 è stata nominata direttore del servizio dell'Assemblea, a cui nel 2009 si è aggiunto l'interim dell'ufficio del Regolamento. Il 9 febbraio 2011 è diventata segretaria generale di Palazzo Madama.
È stata la donna con il più alto incarico nella pubblica amministrazione italiana - seconda carica burocratico-istituzionale della Repubblica - e il consigliere parlamentare con la più lunga esperienza, oltre 25 anni, nella gestione dei lavori di un'aula legislativa.

## Premi e riconoscimenti
Insieme a Susanna Camusso, Elsa Fornero, Lorenza Lei e Anna Maria Tarantola, ha ricevuto il premio Bellisario nel 2011.